# ديفيد بويد (رسام)
ديفيد بويد (بالإنجليزية: David Boyd)‏ هو رسام أسترالي، ولد في 23 أغسطس 1924 في Murrumbeena, Victoria ‏ في أستراليا، وتوفي في 10 نوفمبر 2011 في سيدني في أستراليا.